# Nilmar
Nilmar, właśc. Nilmar Honorato da Silva (ur. 14 lipca 1984 w Bandeirantes) – brazylijski piłkarz występujący na pozycji napastnika.

## Kariera klubowa
Nilmar zawodową karierę rozpoczynał w 2002 roku w SC Internacional. Spędził tam dwa sezony, po czym za pięć milionów funtów odszedł do Olympique Lyon, gdzie miał zastąpić Giovane Elbera. We francuskim zespole jednak zupełnie zawiódł i pomimo tego, że w debiucie przeciwko Stade Rennais zdobył dwa gole, to w kolejnych 31 meczach Ligue 1 nie strzelił już żadnej bramki. Nilmar stworzył wówczas duet napastników razem z Sylvainem Wiltordem, który zaliczył tylko jedno trafienie więcej. Brazylijczyk zadebiutował w rozgrywkach Ligi Mistrzów, w których Lyon w ćwierćfinale został wyeliminowany przez PSV Eindhoven. W Champions League Nilmar prezentował lepszą skuteczność niż w lidze i w dziewięciu występach strzelił cztery gole.
Po zakończeniu sezonu 2004/2005 Nilmar opuścił Stade Gerland i powrócił do kraju. Na zasadzie wypożyczenia został zawodnikiem Corinthians Paulista, gdzie o miejsce w składzie rywalizował z takimi piłkarzami jak Carlos Tévez, Jô oraz Bobô. W barwach Corinthians wychowanek Internacionalu Porto Alegre wystąpił w 31 ligowych pojedynkach i zdobył siedem bramek. Razem z Corinthians w 2005 roku sięgnął także po tytuł mistrza kraju. W 2007 roku Nilmar powrócił do Internacionalu. Pierwszy mecz rozegrał 4 listopada, a jego drużyna przegrała wówczas z CR Vasco da Gama 2:1. W 2008 roku Brazylijczyk razem z zespołem zwyciężył w towarzyskim turnieju Dubai Cup, a w finałowym spotkaniu przeciwko Interowi Mediolan strzelił zwycięskiego gola.
25 lipca 2009 roku podpisał kontrakt z hiszpańskim Villarrealem. Kwota transferu wyniosła 11 milionów euro.

## Kariera reprezentacyjna
W reprezentacji Brazylii Nilmar zadebiutował 13 lipca 2003 roku w zremisowanym 0:0 pojedynku z Meksykiem w ramach turnieju Gold Cup. Pierwszą bramką dla drużyny narodowej strzelił natomiast 18 sierpnia 2004 roku zespołowi Haiti. Po raz pierwszy do reprezentacji swojego kraju Nilmar został powołany przez Dungę jako zastępca dla kontuzjowanego Rafaela Sóbisa na mecze eliminacyjne do mistrzostw świata.